# Poêleren

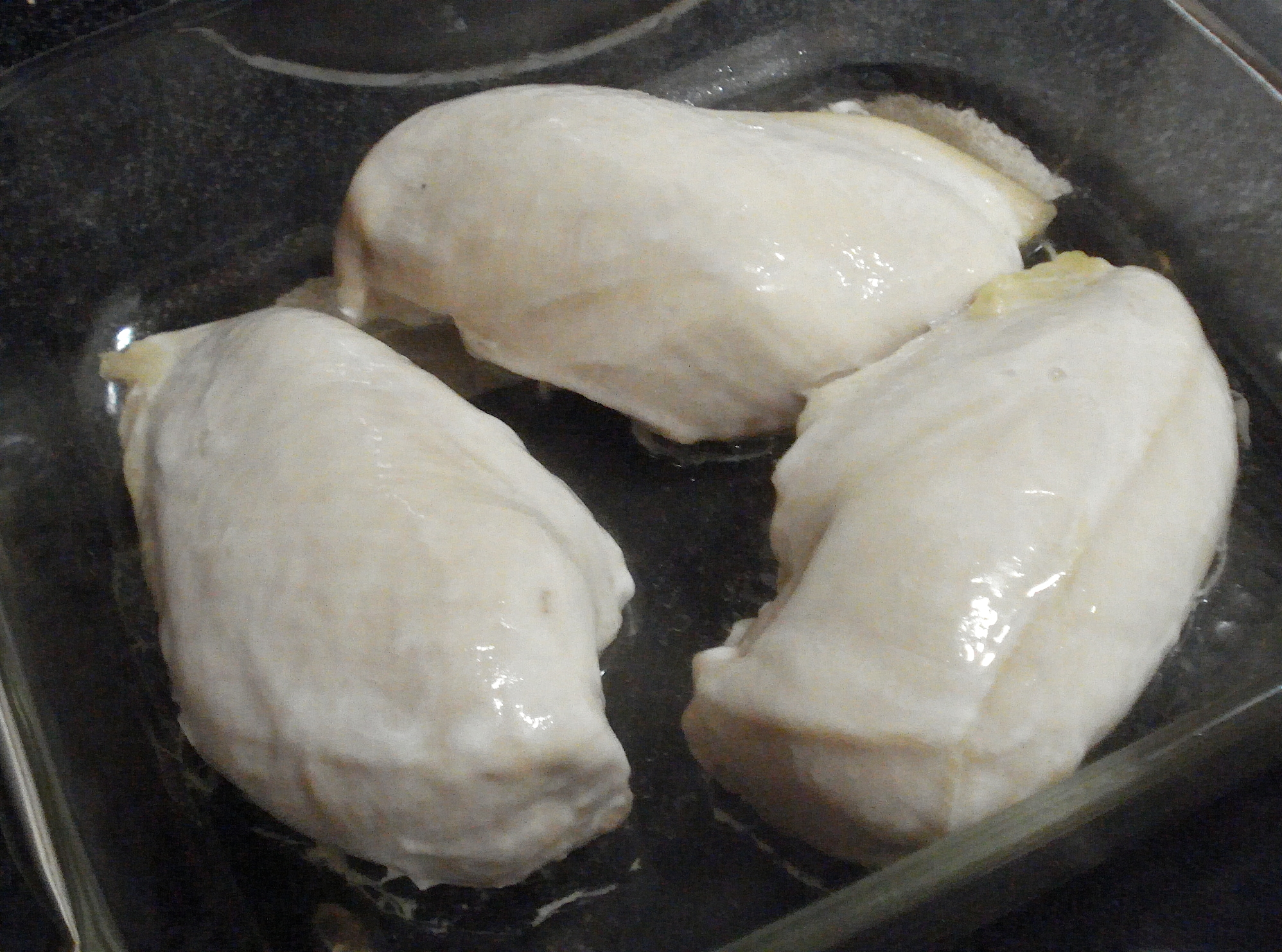
Het poêleren van kipfilet - hier in een bakvorm met afgenomen deksel, na een deel van de gaartijd.

Poêleren is het braden van grote stukken vlees of heel gevogelte in zijn eigen vocht in een gesloten pan, op de kachel. Poêle betekent braadpan of kachel.